# 폐도령
폐도령(廃刀令 하이토레이[*])은 메이지 9년 (1876년) 3월 28일에 발표된 '大禮服竝ニ軍人警察官吏等制服著用ノ外帶刀禁止', 한국어로 '대례복 병에 군인경찰관리 등 제복저용의 외대도 금지'라는 제목의 태정관 포고령(太政官布告)의 약칭으로 칼을 휴대함을 금지하는 것을 의미한다.
내용은 대례복 착용자, 군인, 경찰관 이외에는 검을 휴대하는 것을 금지하는 것이다. 5년 전인 메이지 4년 1871년 2월 16일에 서민의 칼휴대를 금지했으며 1871년 9월 23일에는 화족과 사족들에게 산발을 할 자유와 칼을 휴대하지 않을 자유를 보장하는 '산발탈도령'(散髪脱刀令)을 발표한 바 있었다. 폐도령으로 금지되는 것은 칼의 휴대로, 칼을 소유하는 것은 허용되어 있었다.
그러나 칼이라는 것이 원래 실질적으로 무장이라기보다는 '특권신분의 표징'이라는 의미가 강했던 이유로, 이를 부정당하는 것은 실제 특권의 부정에 해당하는 징병 및 '질록처분'(秩禄処分)과 함께 신분 아이덴티티의 부정으로 받아들여져, 일부의 무사족은 이러한 사민평등 조치에 반발하여 사족 반란을 일으키기도 하였다.

## 같이 보기
- 사가의 난
- 아키즈키의 난
- 하기의 난
- 신푸렌의 난
- 세이난 전쟁